# 711 Ocean Drive
711 Ocean Drive is een Amerikaanse film noir uit 1950.

## Verhaal
Een telefoonmaker uit Los Angeles gebruikt zijn kennis van elektronica om een bookmaker te helpen die een gok-operatie wil opstarten. Wanneer de bookmaker wordt vermoord zet een gretige technicus zijn plannen voort. Langzaamaan klimt hij naar de top van de lokale misdaad, tot er een gangsterbende van de East Coast een deel van zijn succes komt eisen.

## Cast
| Acteur         | Personage     |
| -------------- | ------------- |
| Edmond O'Brien | Mal Granger   |
| Joanne Dru     | Gail Mason    |
| Otto Kruger    | Carl Stephans |
| Barry Kelley   | Vince Walters |